# Пётр I (мюзикл)
«Пётр I» — первый русско-американский мюзикл, посвященный жизни и деятельности выдающегося российского императора — Петра Великого, и приуроченного к 350-летию со дня рождения Пётра I.

## Сюжет
Своеобразная легенда о Петре I на основе реальной биографии, увиденная, по словам драматурга Константина Рубинского, «глазами людей из двадцать первого века, с романтическим сюжетом и современной музыкой». Стремление Петра во всем «заглянуть за горизонт» является для создателей ключевым лейтмотивом спектакля", а сам русский император предстает как человек со всеми присущими человеку слабостями, «Петр здесь живой». Жизненный путь Петра Первого авторы прослеживают от 10-летнего возраста, когда он становится царем, и до основания Санкт-Петербурга. Против реформ Петра сначала бунтуют люди, потом и сама природа, разражаясь наводнением.

## Акт I
Страшная картина наводнения в Петербурге. Люди пытаются бороться со стихией. Это отчаянный крик, взывающий к Богу, как во время Апокалипсиса («Крик о спасении»). Обессилившие от борьбы со стихией люди падают и лежат неподвижно. Появляется Пётр. Он потрясенно наблюдает картину бессилия и разорения после наводнения. На берег моря выбегает ребёнок — маленький Пётр. Его сопровождают учитель, голландский инженер Франц и русский священнослужитель Досифей. Петр видит на берегу заброшенный иностранный ботик. Взрослый и маленький Пётр мечтают о будущем («Пробуждается ветер»).
Софья подбивает стрельцов на бунт, чтобы занять трон. Стрельцы вступают в Кремль, навстречу им выходит учитель Петра Франц. Опьянённые бунтовщики расправляются с учителем на глазах у маленького Петра («Мир красного цвета»). Он сам успевает спрятаться. Его обнаруживает мать — Наталья («Колыбельная матери»). Вместе с двумя детьми она мечется в поисках укрытия, но их настигают стрельцы. Увидев царицу, они склоняются перед ней и провожают в Кремль.
Успенский Собор. Торжественная и пышная церемония венчания на царство. Софья и Досифей беседуют на фоне венчания на царство. В это время Патриарх благословляет Петра и Ивана, надевая на каждого из них символ царской власти — шапку Мономаха («Венчание на царство»). Церемония коронации окончена. Все расходятся. Петр остается один. Снимает шапку. Здесь его находят мальчики, среди которых — Александр Меншиков, детская игра с которым перерастает для Петра в крепкую дружбу («Мы станем героями»). А в это время Досифей и Софья вынашивают план о женитьбе Петра. В разговоре с матерью Пётр возбужденно рассказывает о первых победах своего потешного войска. Наталья представляет Петру невесту — Евдокию Лопухину. Свадьба решена («Свадьба»). Но церемония заканчивается, и Пётр исчезает — его не увлекает семейная жизнь.
Палаты царицы Софьи. Она задумчиво стоит у окна. Входит Пётр. Софья пытается унизить его, постепенно переходя к угрозам («Кто победитель?»). Но Пётр отдает приказ стрельцам взять её под стражу, заявляя, что он единственный царь Руси. Сцену прерывает детский плач — Петру приносят новорожденного наследника («Мир сегодня твой»). Пётр едет в Германию, Голландию, затем — в Англию и Австрию. Всюду ему открываются чудеса науки и техники. Пётр путешествует инкогнито, поэтому дипломатических курьезов удается избегать только чудом. В его честь дают бал («Великое посольство»).
Досифей и чёрные монахи совершают таинственный религиозный ритуал. Монахи приводят Евдокию. Досифей принуждает её изменить Петру («Царство огня»). Собираясь в обратный путь, Пётр узнает от Меншикова о назревшем против него заговоре, к которому присоединилась Евдокия. Пётр грозит жестоко расправиться с заговорщиками («Полон решимости»). Вернувшись домой, Пётр объявляет Евдокии свою волю: изгнание. На глазах сына Евдокию уводят в монастырь. Пётр провозглашает начало реформ. В думе Меншиков объявляет боярам первые реформы — бритье бород и новая система налогообложения («Реформы»). На балу в доме Меншикова Пётр знакомится с Екатериной («Менуэт», «История Екатерины»). Высокопоставленные представители духовенства ждут появление Петра, чтобы обсудить с ними новые реформы («Инструментальный»). Пётр объявляет о создании священного Синода и отмене должности Патриарха. Пётр рассказывает свой сон о новом прекрасном городе («На этой земле»). Но монахи прочат ему проклятье.

## Акт II
Мрачная картина строительства Петербурга. Изнурённые непосильным трудом рабочие падают в изнеможении, солдаты бьют их за малейшую слабость. Одновременно Меншиков читает приказы из царской канцелярии, касающиеся безжалостных правил строительства Санкт-Петербурга («Город мёртвых»). Строители обессилено валятся на землю. Входят нарядные дети, несколько мальчиков. У них в руках книги, глобусы. Пётр объявляет о создании первых школ, выпускники которых превзойдут в знаниях своих учителей («Открытие школ»). Гонец сообщает, что враг приблизился к границам государства.
После боя. На бой с врагом собираются плечом к плечу и живые, и мёртвые. Пётр встает во главе войска, поклявшись, что отдаст за отечество жизнь как обычный рядовой («Полтавская битва»). Две монахини ухаживают за раненными в лазарете. Один из юных солдат привлекает к себе их внимание. Монахиня, в которой мы вскоре узнаём Екатерину, поёт юноше колыбельную («Награды небес»). В конце песни солдат умирает. За этой сценой наблюдает Пётр («Как я мог жить без любви»). Солдаты праздную победу. В это время в Кремле начинается церемония коронации Екатерины («Пётр Великий»). А в дальнем монастыре между Евдокией, Досифеем и Алексеем зреет страшный план свержения Петра («Царство огня»).
Большой и маленький Пётр рука об руку ожидают восход солнца. Туман расступается, и их глазам в первых утренних лучах предстаёт потрясающая картина большой корабельной верфи, полной прекрасных и гордых кораблей («Пробуждается ветер»). Видение прерывает оглушительный выстрел. Пётр просыпается в своих покоях от страшного сна. Он заявляет Меншикову, что на него готовится покушение. Екатерина пытается его успокоить, но Меншиков подтверждает подозрения государя, и объявляет, что в заговоре уличён его сын Алексей («Паранойя»). Пётр призывает сына к себе и отправляет его под стражу («Письмо сыну»). Евдокия молится в тюрьме. Екатерина, незаметно наблюдает за ней. Но у двух женщин есть, что сказать друг другу («Дуэт Евдокии и Екатерины»).
Пётр в постели. Он болен после ужасной разрушительной бури («Наводнение»). Ему мерещатся призраки. Екатерина успокаивает его: «Ты дотянулся до неба, любимый», говорит ему она, раскрыв окна, из которых он видит дворцы и сады своего прекрасного города. Появляется маленький Пётр, прочит императору славу и обещает память тех, кто будет жить в его городе в будущих столетиях («Финал»).

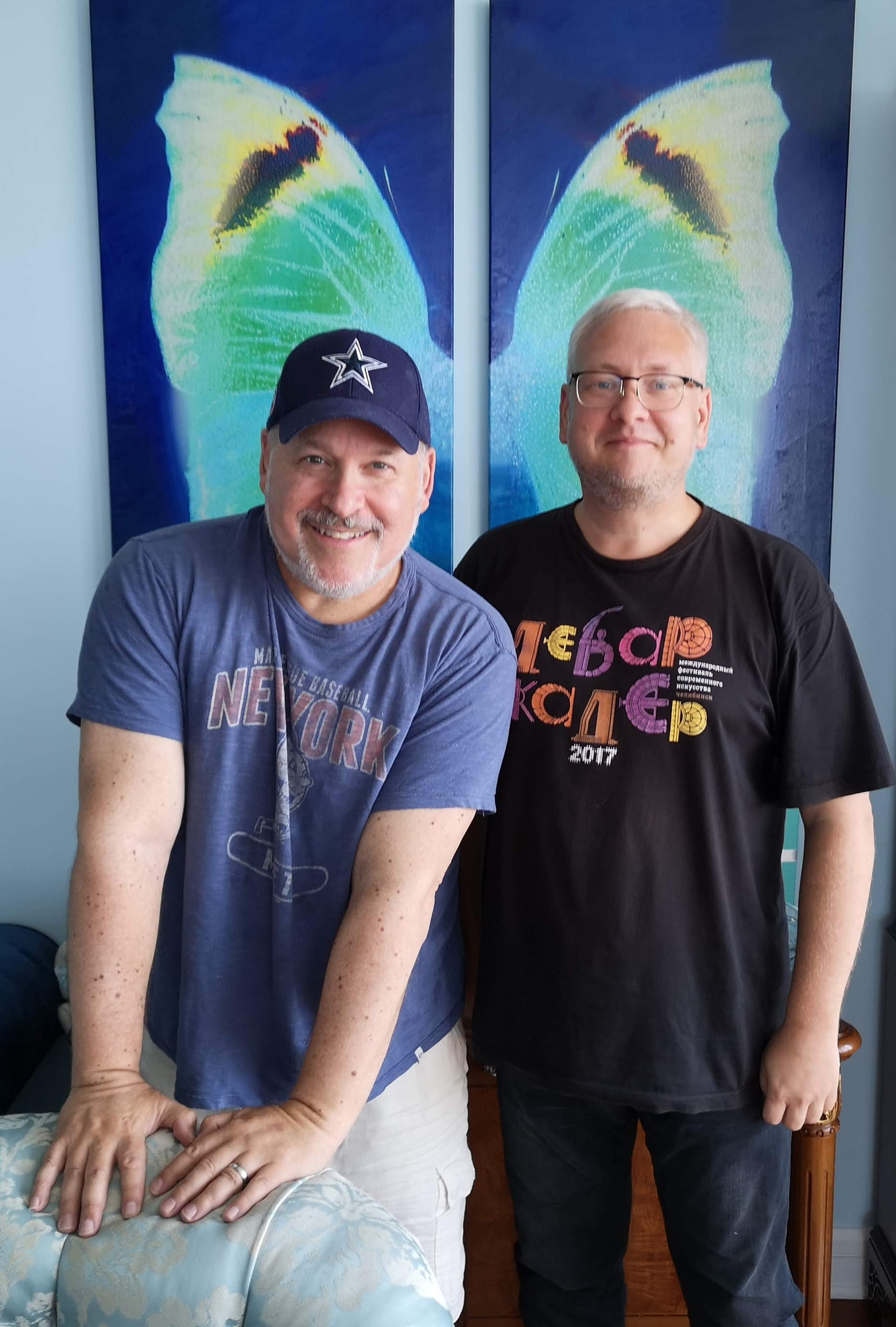
Создатели мюзикла Фрэнк Уайлдхорн и Константин Рубинский на встрече в Нью-Йорке, первый день совместной работы над проектом (2019).

## Постановка
В мае 2017 года американский композитор Фрэнк Уайлдхорн представил авторский концерт в ДК Ленсовета с участием Ивана Ожогина и Наталии Диевской. Посетив постановку «Джекилл & Хайд» в Санкт-Петербургском театре музыкальной комедии, выразил желание сделать мюзикл о русском императоре.
Российский поэт и драматург Константин Рубинский летом 2019 года отправился в США, где познакомился с Фрэнком Уайлдхорном и обсудил концепцию и подробности написания мюзикла. Всего работа над спектаклем длилась около 5 лет. Изначально планировалось, что параллельно будут сделаны английская и русская версии либретто, друг от друга глобально неотличимые. Написанием английского либретто занимался Джеф Мёрфи. Однако в ходе работы по разным причинам изменилась концепция: была сделана только русская версия, а также несколько раз менялась постановочная команда спектакля.
В феврале 2022 в Санкт-Петербург приехал режиссёр Андреас Герген (Германия) ставить мюзикл о Петре I, однако вскоре покинул проект, как и балетмейстер Деннис Каллахан (США). В мае проект согласился поставить оперный режиссёр Юрий Александров и балетмейстер Надежда Калинина.
В музыкальной основе «Петра Первого» отражены мотивы Модеста Мусоргского и Николая Римского-Корсакова, симфоджаз, опера и элементы рока. В спектакле — 32 картины. В спектакле три состава артистов. Роль Петра I писалась под Ивана Ожогина. В других составах роли исполняют Кирилл Гордеев и Алексей Штыков.
«Театр музыкальной комедии приготовил премьеру мюзикла, где главный герой, царь Пётр, предстает именно тем многогранным и сложным человеком, который когда-то смог изменить судьбу целой страны». Мюзикла «состоявшаяся-таки в начале декабря премьера неожиданно стала явлением, доказавшим, что отечественная история неистощима на сюжеты, а биография Петра Великого и в жанре мюзикла интересна, зрелищна и монументально-привлекательна». «Создателям мюзикла удается мастерски балансировать между попытками показать человечность и чувственность Петра и при этом не стать одним из продуктов фанфикшена». «Партитура Уайлдхорна скроена крепко, по лекалам вполне вердиевским. Внутри каждой сцены краски, эмоции, напряжение до предела сгущены». «Хочется смаковать каждую деталь спектакля: от потрясающей музыки, которая буквально пропитана любовью к России, до невероятных артистов. Оторваться от сцены было невозможно. Красота и гармоничность воссозданных исторических образов зашкаливала, благодаря чему погружение в историю для зрителей стало осязаемым». «Уайлдхорн и Рубинский составляют мюзикл из куплетов, шуточек, псевдорэпа и динамичных дуэтов, из ритмичных хоров и эффектных запоминающихся мелодий, от колыбельных до батальных», «в музыке прописаны такой подъем и такое искреннее прощание». «Биография Петра выстроена в этом мюзикле прежде всего как биография сильной личности, стремящейся бескомпромиссно выковывать себя, строить жизнь свою и мира, ломая застаревшие дурные привычки инертного общества». «Красивый, насыщенный симфо-рок, ёмкие тексты, зрелищная хореография, плотность действия, тонко вычерченные линии характеров – получился увлекательный, временами забавно-ироничный, и при этом серьезный спектакль, соединяющий черты романтической легенды о великом человеке и биографии вполне реальной личности».
В 2023 году мюзикл стал лауреатом высшей театральной премии «Золотой софит» в номинации «Лучший спектакль в оперетте и мюзикле», «Лучшая женская роль в мюзикле» (Агата Вавилова) и «Лучшая работа художника в музыкальном театре» (Вячеслав Окунев), номинантом «Лучшая женская роль в мюзикле» (Юлия Дякина) и «Лучшая мужская роль в мюзикле» (Кирилл Гордеев, Иван Ожогин); номинантом высшей театральной премии «Золотая маска» в номинации «Оперетта–Мюзикл/Спектакль», «Работа дирижера» (Алексей Нефёдов), «Мужская роль» (Кирилл Гордеев), «Лучшая роль второго плана» (Агата Вавилова) и лауреатом за «Лучшая роль второго плана» (Александр Суханов). 24 июня 2024 года «новоиспечённый» состав жюри, пришедший накануне взамен ушедшего, в номинации «Женская роль» (Дарья Январина) премию решил не присуждать никому. Отмечена Премией Правительства Санкт-Петербурга в области культуры и искусства за 2022 год — творческая группа в составе: Шварцкопф Юрий Алексеевич, Александров Юрий Исаакович, Рубинский Константин Сергеевич, Нефедов Алексей Валерьевич, Окунев Вячеслав Александрович, Ожогин Иван Геннадьевич — «За выдающиеся заслуги в области музыкально-сценического искусства» (за создание спектакля «Петр I»). Лауреат премии Правительства Российской Федерации в области культуры №3985-Р от 25.12.2024 г.
Мюзикл гастролирует и принимает участие в фестивалях. В июле 2023 года в рамках форума «Россия-Африка», в октябре в Ростовском музыкальном театре на Днях культуры Санкт-Петербурга. В сентябре 2024 года принимает участие в Новосибирском музыкальном театре в V Всероссийском театральном фестивале новых музыкальных проектов «Другие берега», в октябре гастролирует в Москве в театре «Новая опера».

## Музыкальные номера
| - - Крик о спасении - Пробуждается ветер - Мир красного цвета - Колыбельная матери (Наталья) - Венчание на царство - Мы станем героями (взросление Петра) - Дуэт Евдокии и Петра (Свадьба) - Кто победитель? (дуэт Петра и Софьи) - Мир сегодня твой - Великое посольство - Царство огня - Полон решимости - Реформы (Дебаты) - Менуэт (Русский танец) - История Екатерины (Любовный дуэт Петра и Екатерины) - Инструментальный - На этой земле | - - Город мёртвых - Открытие школ - Полтавская битва - Награда небес - Как я мог жить без любви - Петр Великий (Коронация Екатерины) - Царство огня (трио Досифей, Евдокия и Алексей) - Пробуждается ветер (дуэт взрослого и маленького Петра) - Паранойя - Письмо сыну - Дуэт Евдокии и Екатерины - Наводнение - Финал |

## Действующие лица и исполнители
- Пётр I — российский император.
- Наталья — мать Петра, вторая жена царя Алексея Михайловича Романова.
- Екатерина I — вторая жена Петра.
- Меншиков — ближайший соратник и друг Петра.
- Царевна Софья — единокровная сестра Петра.
- Евдокия Лопухина — первая жена Петра.
- Алексей — сын Петра.
- Досифей — монах.
- Франц — учитель Петра.

| Персонаж         | Санкт-Петербург (2022)                                                                       |
| ---------------- | -------------------------------------------------------------------------------------------- |
| Петр I           | Иван Ожогин, Кирилл Гордеев, Алексей Штыков                                                  |
| Наталья          | Мария Лагацкая-Зимина, Наталия Диевская                                                      |
| Екатерина        | Анастасия Вишневская, Наталия Быстрова, Дарья Бурлюкало                                      |
| Меншиков         | Александр Леногов, Антон Авдеев                                                              |
| Царевна Софья    | Агата Вавилова, Алла Пронина, Наталия Диевская                                               |
| Евдокия Лопухина | Мария Плужникова, Юлия Дякина, Дарья Январина                                                |
| Алексей          | Ярослав Баярунас, Виталий Головкин                                                           |
| Досифей          | Дмитрий Ермак, Александр Суханов, Евгений Шириков, Кирилл Гордеев                            |
| Франц            | Дмитрий Петров, Иван Корытов                                                                 |
| Пётр в детстве   | Александр Дьяконов-Дьяченков, Арсений Маврин, Лев Вайнтруб, Владимир Михалин, Семен Серенков |

- Постановочная команда
  - Композитор — Фрэнк Уайлдхорн
  - Либретто — Константин Рубинский
  - Режиссёр-постановщик — Юрий Александров
  - Хореограф-постановщик — Надежда Калинина
  - Сценограф — Вячеслав Окунев
  - Музыкальный руководитель и дирижёр — Алексей Нефедов
  - Художник по свету — Денис Солнцев
  - Художники-аниматоры — Анастасия Андреева, Ксения Калинина
  - Ассистенты режиссёра — Вера Домбровская, Анастасия Вернер
  - Балетмейстер — Надежда Калинина
  - Ассистент режиссера — Вера Домбровская
  - Ассистент балетмейстера — Иван Дремин
  - Постановщик пиротехнических эффектов — Михаил Логиневский
  - Оркестровки — Дарья Новольянцева, Дмитрий Ковзель, Мирослав Дробот
  - Ассистент музыкального руководителя по вокалу — Елена Буланова
  - Ответственный концертмейстер — Ольга Бронских